# Granma
Granma var namnet på den båt som transporterade revolutionärerna till Kuba inför den Kubanska revolutionen. Namnet är en smekform av engelskans "Grandmother", det vill säga "farmor" eller "mormor".
En tidigare kubansk president Carlos Prío Socarrás, som Fidel Castro egentligen såg som sin fiende, skänkte 50 000 dollar till 26 juli-rörelsen. Med dessa pengar kunde Castro köpa båten han behövde. Dock fick han tag på en som inte riktigt täckte hans behov, långt ifrån alla rebeller som ville med fick plats. Granma ägdes av en amerikan vid namn Robert Erickson som var på landsflykt och behövde bli av med sin 60 fot (18 m) långa motoryacht och sitt kusthus vid Tuxpa.
Båten står i dag på ett museum i Havanna.

## Andra betydelser
Namnen kommer från båten, som användes vid revolutionärernas resa från Mexiko till Kuba år 1956.
- El Granma är Kubas största dagstidning, officiellt organ för Kubas kommunistiska partis centralkommitté
- kubanskt universitet, Universidad de Granma
- kubansk radiostation
- kubansk provins
- kubansk nationalpark, Desembarco del Granma nationalpark
- svensk demogrupp